# VdB 8
vdB 8 est une petite nébuleuse diffuse, visible dans la constellation de Cassiopée.
Elle est située à un peu plus de 2° ENE de l'étoile ι Cassiopeiae, qui, étant de magnitude 4,6, est clairement visible même à l'œil nu dans un ciel sombre. Elle peut également être identifiée avec un télescope de 140 mm équipé de filtres appropriés et semble avoir une couleur nettement bleutée, clairement visible également sur les photographies. Sa caractéristique la plus remarquable est sa forme très allongée, coincée entre deux nébuleuses obscures, à laquelle s'ajoute la lumière provenant d'une galaxie visible dans la même direction et cataloguée comme PGC 10828. L'étoile centrale responsable de son illumination est cataloguée comme HD 17443 et est une étoile bleu-blanc de la séquence principale de classe spectrale B9 ou A0, de magnitude 8 et détectable même avec des jumelles. Cette étoile semble directement liée à la nébuleuse, étant partiellement enveloppée par elle. La distance de l'étoile, et donc aussi de la nébuleuse, est de ∼ 1 100 a.l. (∼ 337 pc).